# ويليام يونغ (سياسي أسترالي)
ويليام يونغ (بالإنجليزية: William Young)‏ هو سياسي أسترالي، ولد في 22 مارس 1912 في اسكتلندا في المملكة المتحدة، وتوفي في 1 نوفمبر 2012. انتخب عضو المجلس التشريعي التاسماني ‏ عن دائرة Electoral division of West Devon ‏ (11 ديسمبر 1971 – 28 مايو 1983).